# Katalysator (person)
 For alternative betydninger, se Katalysator. (Se også artikler, som begynder med Katalysator)
At være en "katalysator" i en overført betydning betyder at agere som en stimulator eller en igangsætter for forandring eller udvikling. Denne term stammer fra kemi, hvor en katalysator er et stof, der øger hastigheden af en kemisk reaktion, uden selv at blive forbrugt eller ændret permanent. Når man bruger udtrykket i en ikke-kemisk sammenhæng, refererer det til noget eller nogen, der fremmer eller accelererer en forandring eller en proces.
For eksempel, i en virksomhedssammenhæng kan en person betragtes som en katalysator, hvis vedkommendes handlinger eller ideer fører til betydelige positive ændringer eller innovationer inden for organisationen. I sociale og kulturelle sammenhænge kan en begivenhed eller en person anses for at være en katalysator, hvis de fremmer væsentlig social forandring eller kulturel udvikling.